# Тадаока
Тадао́ка (яп. 忠岡町, ただおかちょう, МФА: [tadaoka t͡ɕoː]?) — містечко в Японії, в повіті Сембоку префектури Осака.  Отримало статус містечка 1939 року. Площа становить 4,03 км². Станом на 1 липня 2012 року населення складало 17 949  осіб, густота населення — 4450 осіб/км².   

## Демографія
Згідно з даними перепису населення Японії, населення Тадаока активно збільшувалось до 80-х років, після чого пішло скорочення. Станом на 1 жовтня 2020 року населення складало 16 567 осіб, з яких чоловіків — 7965 осіб, жінок — 8602 осіб. Густота населення — 4173 осіб/км².